# Państwowa Kolej Leśna Gemenc
Państwowa Kolej Leśna Gemenc (węg. Gemenci Állami Erdei Vasút) – sieć leśnych kolei wąskotorowych o rozstawie szyn 600 mm znajdująca się w południowej części Węgier (Komitat Tolna), na wschód od Dombóváru, łącząca Pörböly, Gemenc i Bárányfok. 

## Historia
Las Gemenc znajduje się na zachodnim krańcu Puszty. Regularnie zalewany obszar o powierzchni 180 km² jest największym lasem zalewowym na Węgrzech.
Budowa linii kolejowej do wywozu pozyskiwanego drewna rozpoczęła się w 1963. W roku tym zrealizowano odcinek do obszaru leśnego Szomfova. 5-kilometrowy odcinek w Pörböly został zbudowany w latach 1964–1965. W 1966 linie te zostały połączone w celu stworzenia połączenia z linią MÁV z Baja do Bátaszék na stacji Pörböly - zbudowano wówczas 24-kilometrowy tor pomiędzy Pörböly i Keselyűs. Powstała w ten sposób 24-kilometrowa linia między Vulture a Pörböly. W 1968 zbudowano linię do lądowiska Szomfova, które jest obecnie nieczynne (pas startowy wycofano z eksploatacji w latach osiemdziesiątych XX wieku). Linia lądowiskowa łączyła kolonię leśną Somfova z linią główną. Pod koniec lat siedemdziesiątych i do późnych lat osiemdziesiątych XX wieku zlikwidowano boczne linie. W tym samym czasie, w 1982, przedłużono główną linię z Keselyűs, a nowym punktem końcowym stał się Bárányfok, 30 km od Pörböly. W latach 90. XX wieku nastąpiło rewitalizacja kolei: większość torów została odnowiona, m.in. wzmocniono szyny. Problemem dla linii pozostaje jednak miękka, podmokła równina zalewowa, przez którą przebiega torowisko.
Na początku lat 90. XX wieku wszystkie działające lokomotywy serii C-50 zostały przekształcone w hydrauliczne. Pojazdy zmieniły silnik, układ napędowy, umiejscowienie maszynisty i nieznacznie wygląd zewnętrzny. 2 maja 2000 po raz pierwszy w historii kolei na linię przybył parowóz z kolei wąskotorowej w Borsec na terenie Siedmiogrodu (Rumunia). Lokomotywa ta otrzymała numer 490.2003 i nazwę Rezé.
W grudniu 2001 ukończono budowę przystanku Gemenc-Dunapart, ukończono 400-metrową obwodnicę ronda oraz 100-metrowy wyciąg i tor ładunkowy, a także nową 50-osobową pochylnię, zamontowano ławki ogrodowe, otwarto place zabaw i toalety. W 2002 powódź na Dunaju dwukrotnie poważnie uszkodziła torowiska i obiekty towarzyszące. W wyniku fali powodziowej, która uderzyła pod koniec marca, czternastokilometrowy odcinek stał się całkowicie nieprzejezdny. Zniszczeniu uległ też nowy przystanek Gemenc-Dunapart. Prace naprawcze przeprowadzono w do sierpnia, kiedy to kolejna fala powodziowa spowodowała więcej uszkodzeń niż powódź wiosenna. Na prawie 23 kilometrach toru powstały większe lub mniejsze zniszczenia. Do grudnia 2002 przywrócono przejezdność 19-kilometrowego odcinka linii pomiędzy Pörböly i Gemenc. Podczas wyjątkowo trudnych miesięcy zimowych prace naprawcze zostały wstrzymane. Ostatecznie roboty rekonstrukcyjne zakończono w marcu 2003 i 1 maja 2003 ruch odbywał się normalnie na całej linii.
Obecnie na linii, w letnie weekendy kursują lokomotywy spalinowe i parowe. Jest to jedna z dwóch państwowych kolei leśnych, jakie działają obecnie na Węgrzech.